# Sie liebt ihn – sie liebt ihn nicht
Sie liebt ihn – sie liebt ihn nicht (Originaltitel: Sliding Doors) ist ein britisch-US-amerikanisches Liebesdrama aus dem Jahr 1998. Die Regie führte Peter Howitt, der auch das Drehbuch schrieb. Die Hauptrolle spielte Gwyneth Paltrow.

## Handlung
Es werden zwei mögliche Entwicklungen im Leben der Londoner PR-Fachfrau Helen Quilley durchgespielt. Sie wird entlassen, weil sie sich aus der Küche im Büro vier Flaschen Alkohol lieh. Quilley sagt dazu, ihre Testosteron-orientierten Kollegen hätten sie schon länger loswerden wollen. Im Aufzug verliert sie einen Ohrring, den James Hammerton aufhebt. Er ist von ihr beeindruckt. Helen will mit der U-Bahn nach Hause fahren. An einer Station teilt sich der Film in zwei parallel laufende und stetig gegeneinandergeschnittene Handlungsalternativen auf.
In der ersten Handlungsversion verpasst Helen die U-Bahn, in der zweiten erreicht sie rechtzeitig den Zug. In dieser Version der Handlung sitzt sie in der U-Bahn neben Hammerton, der sie anspricht. Sein Redefluss nervt sie zuerst, dann beruhigt sie sich und entschuldigt sich bei ihm. Zu Hause entdeckt sie ihren Freund Gerry im Bett mit Lydia, seiner Ex-Freundin. Sie findet Unterkunft bei ihrer Freundin Anna, James wird ihr Freund. Helen lässt sich – als Symbol des Neuanfangs – die Haare abschneiden und blond färben und beginnt ein neues Leben als selbstständige PR-Beraterin.
In der ersten Version der Handlung hingegen verdächtigt Helen ihren Freund der Untreue, weil sie in ihrer Wohnung zwei Gläser vorfindet. Sie bleibt trotz dieser Vermutung bei ihm, selbst dann, als ihre Beziehung zunehmend trostloser wird. Helen arbeitet in zwei Gastronomiejobs nacheinander, während Gerry an einem Buch schreibt, sich aber immer noch mit Lydia trifft. Lydia, die mit Gerry zusammen leben will, setzt ihren Liebhaber unter Druck. Sie sagt ihm, sie werde als Frau nie sagen, was sie wolle, behalte sich aber das Recht vor, sehr unangenehm zu werden, wenn sie nicht bekomme, was sie wolle.
In der zweiten Version wird Helen von James schwanger. Sie sieht ihn vor einem Krankenhaus mit einer Frau und erfährt, dass er verheiratet ist. Helen will sich enttäuscht von James trennen, der kann sie aber nach intensiver Suche finden. Er erklärt, dass er von seiner Frau seit Monaten getrennt lebt. Sie habe lediglich als ein guter Mensch eingewilligt, eine funktionierende Ehe vorzutäuschen und gemeinsam mit ihm seine schwer kranke Mutter im Krankenhaus zu besuchen. Wenige Minuten später passiert ein Verkehrsunfall, Helen stirbt im Krankenhaus.
Auch in der ersten Version wird Helen schwanger – von Gerry. Sie soll eine Managerin besuchen, die sie einstellen möchte. Die Managerin ist Lydia, die zum selben Zeitpunkt Gerry zu sich ruft, um ihm zu eröffnen, dass sie von ihm schwanger ist. Helen sieht ihren Freund und erfährt auf diese Weise von seiner Affäre. Sie läuft weg und fällt die Treppe hinunter. Sie überlebt den Unfall, hat aber eine Fehlgeburt. Sie trennt sich von Gerry, der behauptet, für sie alles machen zu wollen und den sie darauf bittet, das Krankenhauszimmer zu verlassen. Helen trifft beim Verlassen des Krankenhauses auf James Hammerton, der seine Mutter besucht hatte, und beeindruckt ihn sichtbar.

## Filmmusik
1. Aimee Mann – Amateur
2. Elton John – Benny and the Jets
3. Dido – Thank You
4. Aqua – Turn Back Time
5. Jamiroquai – Use the Force
6. Abra Moore – Don't Feel Like Cryin'
7. Peach Union – On My Own
8. Olive – Miracle
9. Dodgy – Good Enough
10. Blair – Have Fun, Go Mad
11. Andre Barreau – Got a Thing About You
12. Andre Barreau – Call Me a Fool

## Kritiken
James Berardinelli verglich den Film auf ReelViews mit den Filmen von Krzysztof Kieślowski Dekalog und Die zwei Leben der Veronika sowie mit der Serie der Filme Drei Farben: Blau, Drei Farben: Weiß und Drei Farben: Rot. Er beschrieb das Drehbuch als „geschickt“, „innovativ“ und „intelligent“. Berardinelli lobte die Darstellungen von Paltrow, Hannah und Lynch, Tripplehorn allerdings hielt er für eine Fehlbesetzung.
Roger Ebert schrieb in der Chicago Sun-Times vom 24. April 1998, er sei mit der Darstellung von Gwyneth Paltrow zufrieden, doch um das Drehbuch „sei es schade“ („Pity about the screenplay“).

## Auszeichnungen
Gwyneth Paltrow gewann den Florida Film Critics Circle Award, den San Diego Film Critics Society Award und den russischen Kritikerfilmpreis. Peter Howitt gewann im Jahr 1998 den Europäischen Filmpreis und den San Diego Film Critics Society Award. Er wurde 1998 für einen Preis des Festival Internacional de Cine de San Sebastián nominiert. Im Jahr 1999 gewann er den britischen Empire Award, sowie wurde, gemeinsam mit Sydney Pollack, Philippa Braithwaite und William Horberg, für den BAFTA Award nominiert.